# 악마와 다니엘 웹스터
악마와 다니엘 웹스터(The Devil And Daniel Webster)는 미국에서 제작된 윌리엄 디터리 감독의 1941년 영화이다. 에드워드 아놀드 등이 주연으로 출연하였고 윌리엄 디터리 등이 제작에 참여하였다.

## 출연

### 주연
- 에드워드 아놀드
- 월터 휴스턴

### 조연
- 제인 다웰
- 시몬느 시몽
- 진 로크하트
- 존 쿠알른
- H.B. 워너
- Lindy Wade
- 조지 클리브랜드
- 앤 셜리
- 제임스 크레이그

## 제작진
- Ass-PD: Charles L. Glett
- 의상: 에드워드 스티븐슨